# Bagno (województwo dolnośląskie)
Bagno (niem. Heinzendorf) – wieś w Polsce położona w województwie dolnośląskim, w powiecie trzebnickim, w gminie Oborniki Śląskie.

## Historia
Początek Bagna sięga XIII wieku, a pierwsza źródłowa wzmianka pochodzi z roku 1301. Przez wieki majątek w Bagnie był posiadaniem różnych rodzin, w tym von Haugwitz, von Lamberg, von Wentzky, von Seherr-Thoss, von Posadowsky oraz von Schönaich-Beuthen.

## Podział administracyjny
W latach 1975–1998 miejscowość administracyjnie należała do województwa wrocławskiego.

## Zabytki
Do wojewódzkiego rejestru zabytków wpisane są:
- zespół pałacowy:
  - pałac, z XVIII w., przebudowany w początku XX w. od roku 1953 w miejscowym barokowym zespole pałacowym z początku XVIII w., znajduje się Wyższe Seminarium Duchowne Salwatorianów - klasztor salwatorianów. W środku zachowała się barokowa klatka schodowa wykonana z drewna i kamienny, ozdobny kominek z tego samego okresu
  - pałac Nowy Zamek, z 1913 r.
  - garaż z bramą, z 1913 r.
  - stróżówka z bramą, z 1913 r.
  - altana żeliwna, z 1905 r.
  - dom ogrodnika, z 1910 r.
  - zabytkowy park wokół pałacu

inne zabytki:
- Kościół Wniebowzięcia Najświętszej Maryi Panny

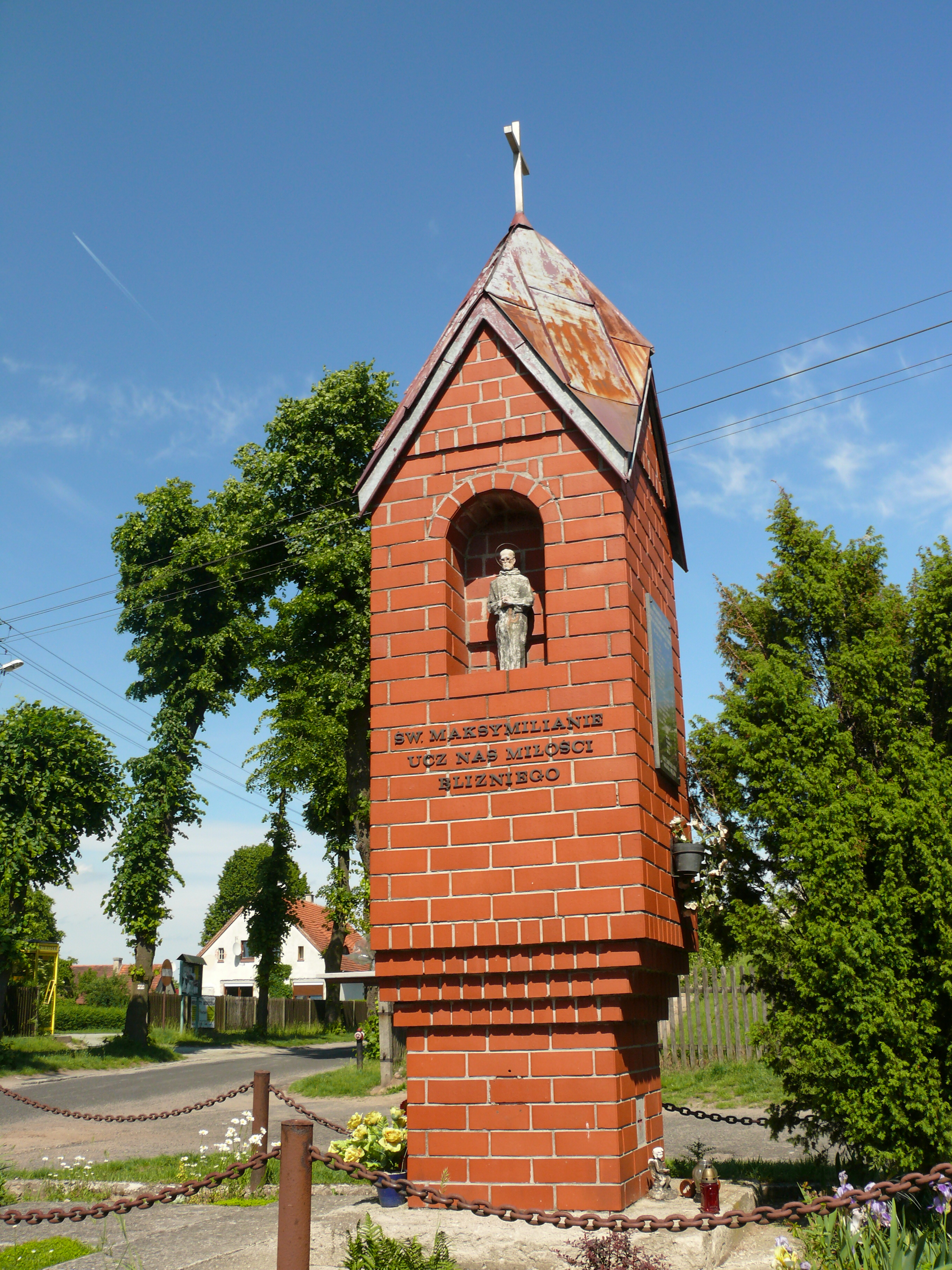
Kapliczka w Bagnie
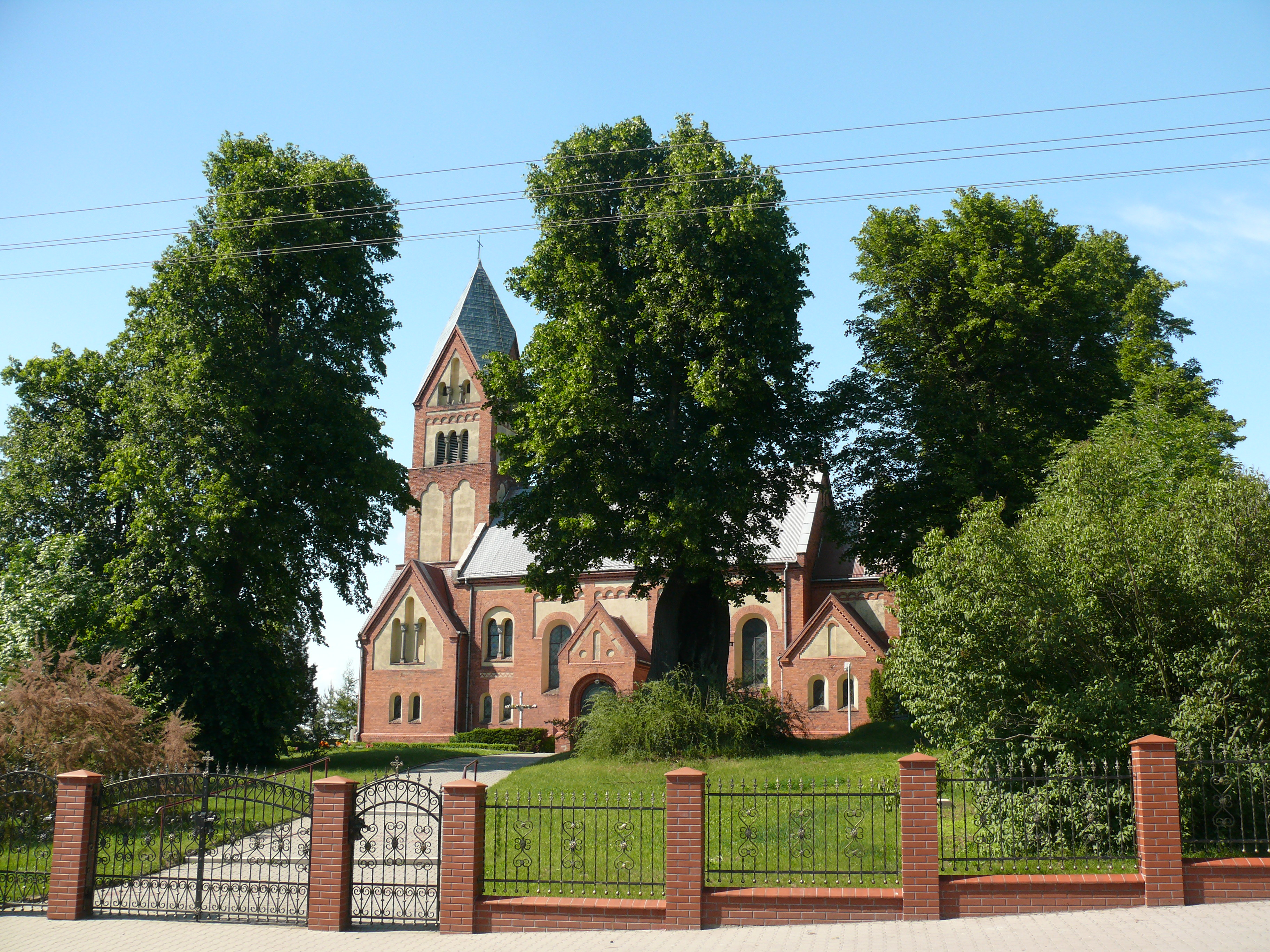
Kościół parafialny w Bagnie
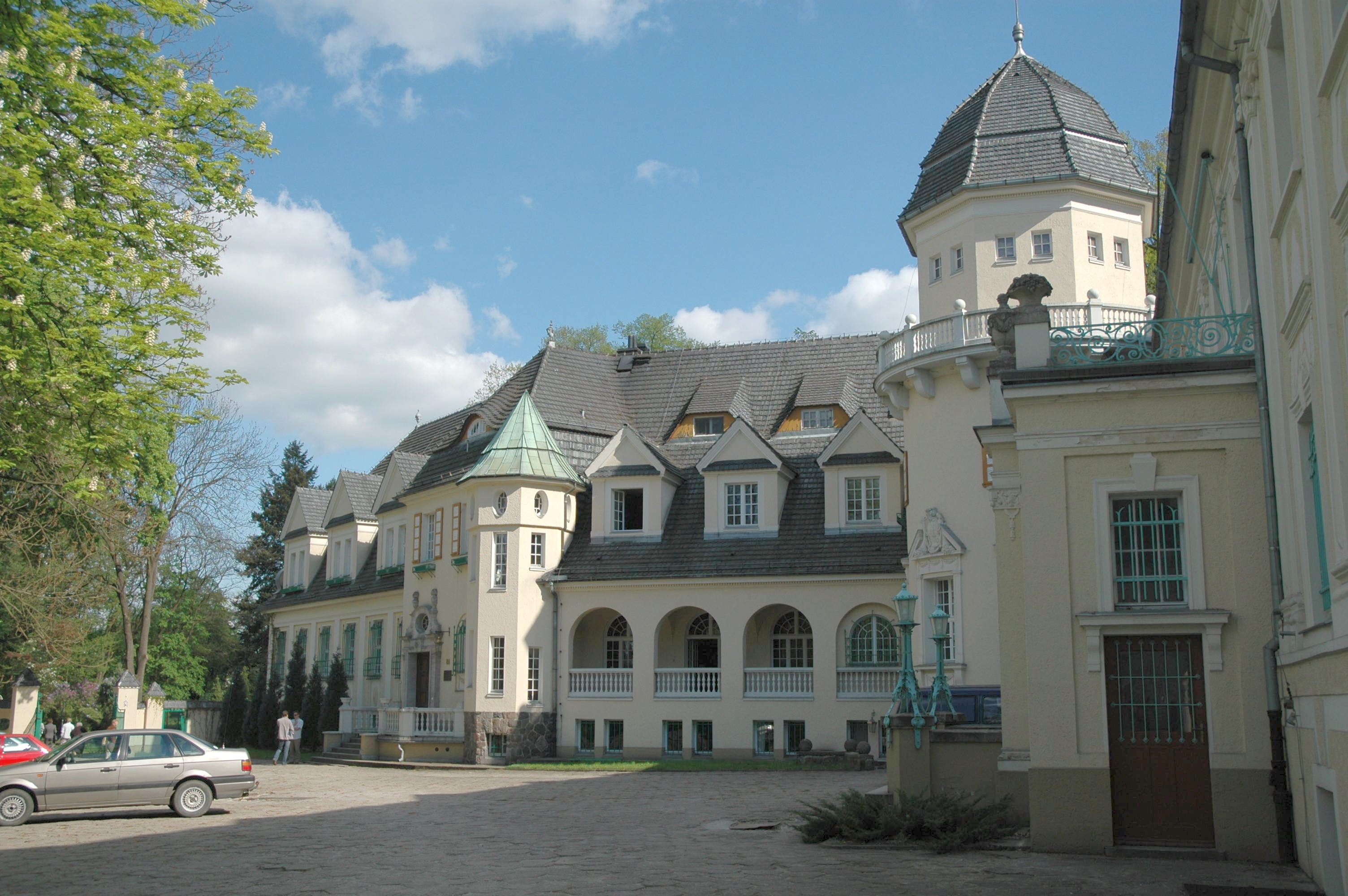
Zespół pałacowy w Bagnie
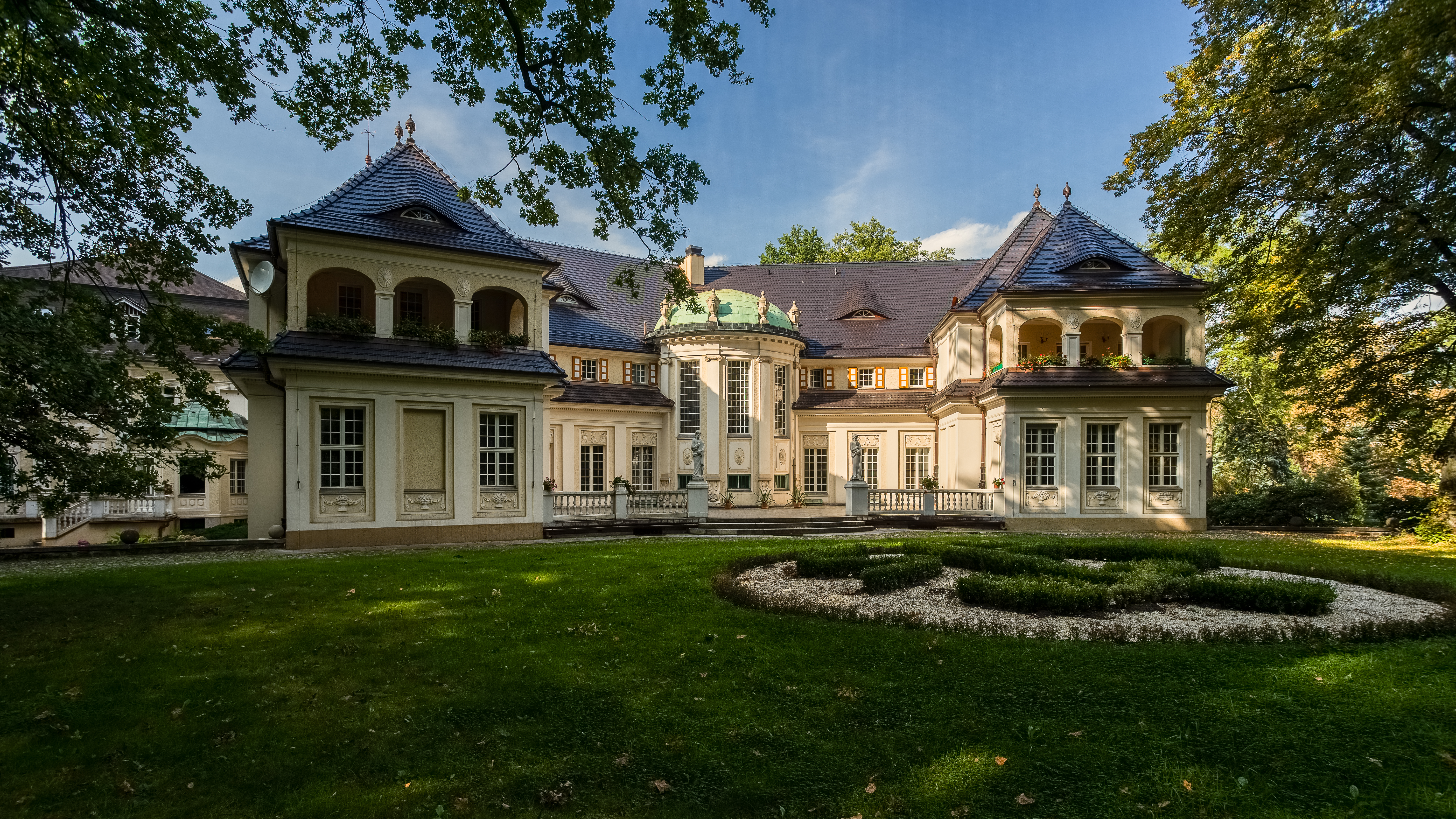
Zespół pałacowy Nowy Zamek
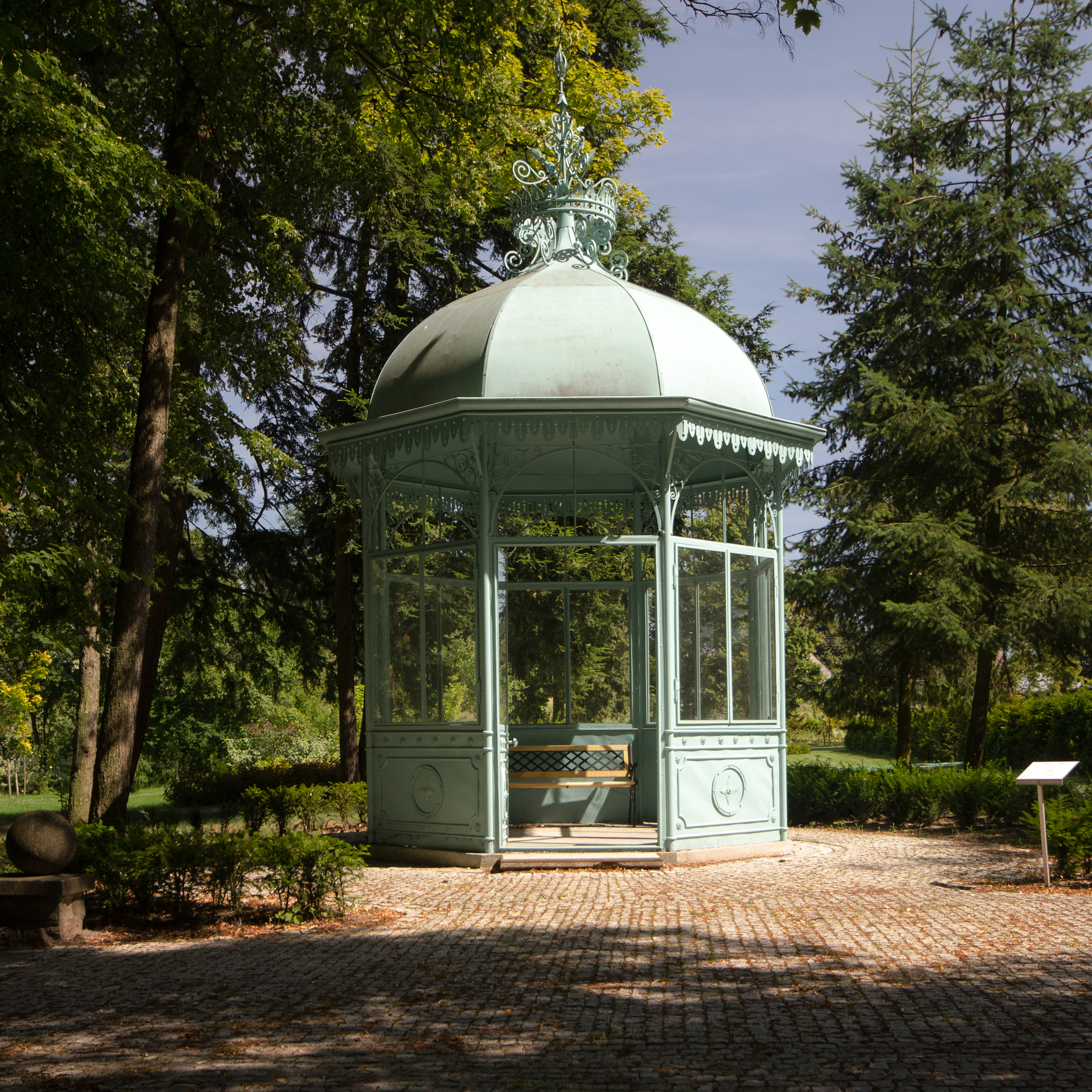
Zespół pałacowy – altana
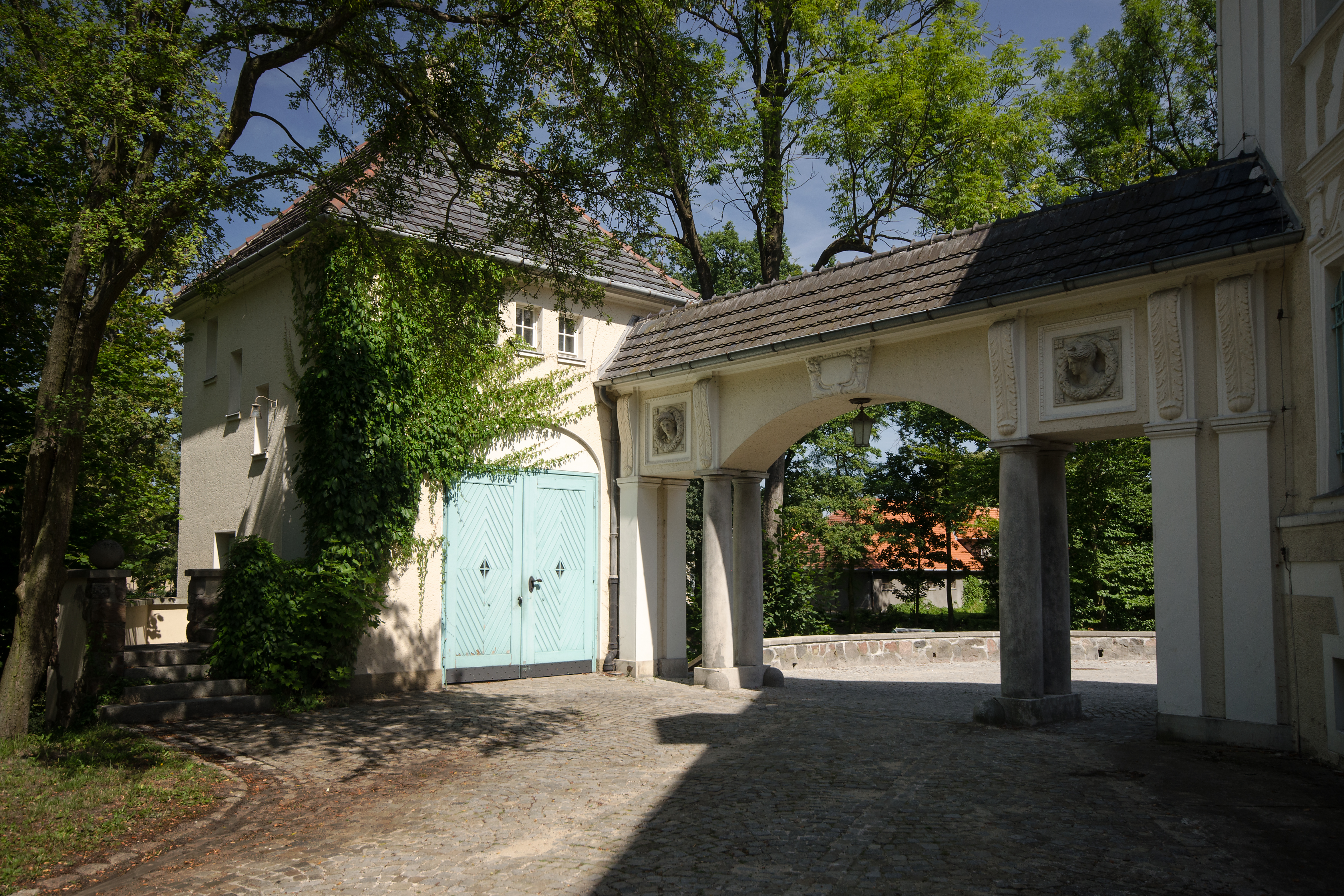
Zespół pałacowy – garaż z bramą
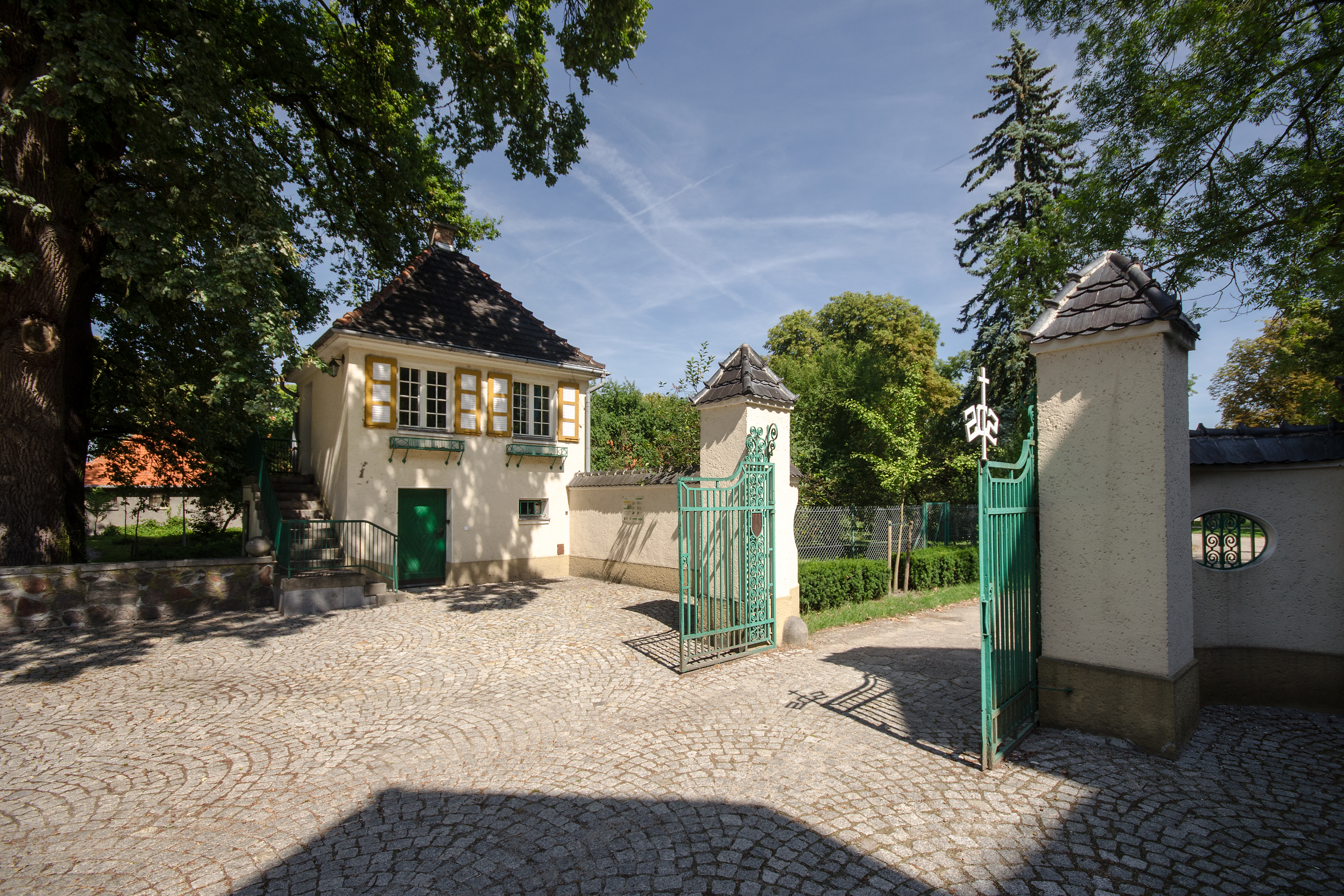
Zespół pałacowy – stróżówka z bramą